# Eupithecia thomasina
Eupithecia thomasina là một loài bướm đêm trong họ Geometridae.